# Maria Martins (artista)

Maria Martins

Maria Martins, nata de Lourdes Faria Alves (Campanha, 7 agosto 1894 – Rio de Janeiro, 27 marzo 1973) è stata una scultrice brasiliana.

## Biografia

### Infanzia e giovinezza (1894-1920)
Maria de Lourdes Faria Alves Martins nacque il 7 agosto 1894 a Campanha, una città nello stato di Minas Gerais, in Brasile. Proveniva da una famiglia benestante, il che le garantì un’educazione privilegiata e un accesso precoce alla cultura e alle arti.
Fin da giovane, Maria dimostrò un forte interesse per l’arte e la letteratura, ma all’epoca le donne brasiliane della sua classe sociale erano destinate principalmente al matrimonio e alla vita domestica. Tuttavia, Maria aveva un’indole indipendente e curiosa, che la portò a desiderare un'esistenza più dinamica.

### Il matrimonio e la vita diplomatica (1920-1940)
Nel 1926, sposò Carlos Martins Pereira e Souza, un diplomatico brasiliano che la portò a viaggiare in diverse parti del mondo. Grazie al lavoro del marito, Maria visse in paesi come: Giappone, Belgio, Francia e Stati Uniti.
Questi anni furono fondamentali per la sua formazione artistica e intellettuale. L’esposizione a culture diverse le permise di sviluppare uno stile unico, che univa il modernismo brasiliano alle avanguardie europee e americane.
Fu proprio durante questi anni che Maria si avvicinò alla scultura, cominciando a sperimentare materiali e forme ispirate alla natura, alla mitologia e al corpo femminile.

## Carriera

### L'ascesa come artista e il surrealismo (1940-1950)
Durante il periodo in cui visse negli Stati Uniti, tra il 1939 e il 1948, Maria entrò in contatto con il movimento surrealista, che stava vivendo una fase di grande fermento grazie alla presenza di artisti europei rifugiati dalla Seconda Guerra Mondiale.
In questo periodo divenne amica e collaboratrice di figure come: André Breton, Max Ernst, Leonora Carrington, Roberto Matta, Marcel Duchamp.
Il suo stile artistico si affinò: realizzò sculture in bronzo dalle forme organiche e sensuali, ispirate alla mitologia e al desiderio femminile. La sua opera più celebre di questo periodo è probabilmente Le Messager (1944), un'opera enigmatica e simbolica.
Nel 1947, espose alla storica mostra "Le Surréalisme en 1947" organizzata da André Breton e Duchamp alla Galleria Maeght di Parigi. Maria fu una delle poche donne a ottenere un ruolo di rilievo nel movimento surrealista.

### Il ritorno in Brasile e il ruolo culturale (1950-1973)
Dopo il periodo surrealista, Maria tornò in Brasile alla fine degli anni '40 e si dedicò alla promozione dell'arte moderna nel suo paese.
Contribuì alla fondazione del Museu de Arte Moderna do Rio de Janeiro (MAM-RJ) e scrisse saggi sull’arte e la cultura. Il suo stile artistico si evolse, mantenendo le forme organiche ma con un maggiore richiamo alla cultura brasiliana e alla natura tropicale.
Negli anni '50 e '60, Maria divenne una figura di riferimento nel panorama artistico brasiliano, esponendo in mostre importanti e partecipando attivamente alla scena culturale.

## La relazione con Marcel Duchamp
Uno degli aspetti più discussi della vita di Maria Martins fu la sua relazione con Marcel Duchamp.
Si conobbero a New York negli anni ’40 e la loro storia d’amore fu intensa e appassionata. Duchamp, noto per la sua freddezza e distacco emotivo, rimase affascinato dalla personalità forte e sensuale di Maria.
Si dice che Maria abbia ispirato alcune delle opere più enigmatiche di Duchamp, in particolare:
- Étant donnés (1946-1966), una delle sue ultime e più misteriose creazioni, in cui il corpo nudo raffigurato sarebbe ispirato a Maria.
- Alcuni disegni e lettere che suggeriscono un legame intellettuale e sentimentale molto profondo.

Tuttavia, Maria era sposata e Duchamp, nonostante l’amore per lei, non volle mai interferire con il suo matrimonio. Alla fine, il loro rapporto si interruppe, ma entrambi continuarono a influenzarsi artisticamente.

## Gli ultimi anni e la morte
Maria Martins morì nel 1973 a Rio de Janeiro, lasciando un’eredità artistica di grande valore. Nonostante fosse stata a lungo oscurata dai grandi nomi del surrealismo, il suo lavoro è stato progressivamente riscoperto e rivalutato.

## Opere più importanti
- Le Messager, 1944
- The Impossible, III, 1946
- O Impossível, 1947
- A Soma dos Nossos Dias, 1950
- Awakening
- Yara

## Collezioni pubbliche
- Museum of Modern Art (MoMA), New York[5]
- Brooklyn Museum, New York[6]
- Museu de Arte de São Paulo (MASP), Brasile[7]
- Museu de Arte Moderna do Rio de Janeiro (MAM), Brasile[8]
- Philadelphia Museum of Art[9]

## Premi e riconoscimenti
- Premio di Miglior Scultore Nazionale alla Biennale di San Paolo del 1955
- Cratere Martins di Mercurio